# ゆう (女優)
ゆう(1987年12月1日)は、日本の女優、モデル。

## 人物・来歴
大阪府出身。年子で双子の三人の男児の母。
宅建士の資格を持つ。
2007年JR東日本「ケータイ国盗り合戦」Suicaポスターイメージモデルとしてデビュー。
2024年に10年の産休・育休を経て復帰。

## 出演
映画
- 「ミナミの帝王 仕組まれた結婚」萩庭貞明監督 中国人ホステス役
- 「さくら、さくら 〜サムライ化学者・高峰譲吉の生涯〜 」(2010年)酌婦おきた役
- 短編映画「クリスマスギフト」岩切修一監督(2025年) 岩田友香役（CiNEAST映画祭　観客章受章）

テレビドラマ
- 「夫よ、死んでくれないか(佐藤竜憲監督、新藤丈広監督、柿原利幸監督)1話、2話、3話、12話（2025年4月7日 - 、テレビ東京） - 友里香のママ友 役

テレビ番組
- TBS「世界のコワイ女たち」 再現V 高田純次さんの彼女役
- 「The 突破ファイル」狭小住宅編(2024年、日本テレビ) 西山博美役

WEB
- 「青梅市プロモーション映像」ポニーキャニオン 自然体験参加家族役
- おしゃべりピエロ「103万円のプロポーズ」道子役

舞台
- 松竹座・御園座「愛時を越えて」（2010年、作・演出：岡本さとる/共演：紫吹淳・香寿たつき・長門裕之・山口馬木也ほか） くノ一 翠役/お国一座 胡蝶役

- 南座「女房は幽霊」（2011年、作・演出：岡本さとる/共演：名取裕子・星由里子・山下真二・笠原章・川村麻衣子ほか）雪子役

モデル
- JR東日本トラベルナビゲーター×マピオン共同企画Suicaポスター「ケータイ国盗り合戦」イメージモデル(2007年、2008年)
- JRA
- セイコーエプソン
- 東京ディズニーランド
- フレアフレグランス（CM）
- Kids Duo（WEB）
- かねたや（2024年）
- シノケンコーポレーション（2024年）
- QVC